# Distrito 6 (El Alto)
El distrito urbano municipal 6 de El Alto o denominado simplemente también como distrito 6, es uno de los 14 distritos que conforman el municipio de El Alto, el cual se encuentra ubicado en la provincia de Murillo del departamento de La Paz. El distrito es considerado urbano. 
Según el último censo boliviano de 2012, el distrito 6 tiene una población de 90 538 habitantes, lo que le convierte en el quinto distrito más poblado de la ciudad de El Alto después del distrito 3, 8, 4 y 5. Porcentualmente, de todos los habitantes de El Alto, alrededor de un 10,67 %  viven en el distrito 6.
En cuanto a su extensión territorial, el distrito 6 posee una superficie de 15,38 km² y una densidad de población de 5886 habitantes por km², siendo el quinto distrito más densamente poblado después de los distritos 1, 3, 5 y 2.
Geográficamente, el distrito 6 limita al norte con el distrito 5, al oeste con el distrito 4 y 5, al sur con el distrito 3 y 2 y al este con el distrito 1 y el municipio de La Paz.

## Demografía
| Población Histórica del Distrito 6 de El Alto | Población Histórica del Distrito 6 de El Alto | Población Histórica del Distrito 6 de El Alto |
| Año                                           | Habitantes                                    | Fuente                                        |
| --------------------------------------------- | --------------------------------------------- | --------------------------------------------- |
| 1992                                          | 102 755                                       | Censo boliviano de 1992                       |
| 2001                                          | 103 391                                       | Censo boliviano de 2001                       |
| 2012                                          | 90 538                                        | Censo boliviano de 2012                       |
| 2020                                          | 100 669                                       | Estimaciones del INE                          |